# Rosa antonowii
Rosa antonowii là loài thực vật có hoa trong họ Hoa hồng. Loài này được (Lonacz.) Dubovik miêu tả khoa học đầu tiên năm 1966.